# Pour que les autres vivent
Pour plus de détails, voir Fiche technique et Distribution.
Pour que les autres vivent (Seven Waves Away) est un film américano-britannique réalisé par Richard Sale et sorti en 1957.

## Synopsis
Après le naufrage du paquebot Crescent Star, près d’une vingtaine de rescapés trouve refuge dans un canot de survie prévu à peine pour dix. C’est le commandant Holmes qui va devoir décider lesquels vont rester à bord d’une embarcation toujours plus fragilisée par de multiples épreuves…

## Fiche technique
- Titre : Pour que les autres vivent
- Titre d’origine : Seven Waves Away
- Titre américain : Abandon Ship !
- Réalisation : Richard Sale
- Scénario : Richard Sale
- Musique : Arthur Bliss
- Directeur de la photographie : Wilkie Cooper
- Cadreur : Ronnie Taylor
- Décors : Wilfred Shingleton
- Montage : Raymond Poulton
- Pays de production :  États-Unis,  Royaume-Uni
- Langue de tournage : anglais
- Année de tournage : 1956
- Producteurs : John R. Sloan, Tyrone Power (non crédité)
- Société de production : Copa Productions
- Société de distribution : Columbia Pictures
- Format : noir et blanc — 1.85:1 — son monophonique (Western Electric Recording) — 35 mm
- Genre : drame
- Durée : 97 min
- Dates de sortie :
  - Royaume-Uni : 12 mars 1957
  - États-Unis : 17 avril 1957
- Affiche : Jean Mascii (France)

## Distribution
- Tyrone Power : Alec Holmes, le commandant en second du Crescent Star
- Mai Zetterling : l’infirmière Julie White
- Lloyd Nolan : Frank Kelly
- Stephen Boyd : Will McKinley, un officier du Crescent Star
- Moira Lister : Edith Middleton
- James Hayter : « Cookie » Morrow
- Victor Maddern : Willy Hawkins
- Eddie Byrne : Michael Faroni
- Marie Lohr : Dorothy Knudson

## Voix françaises
- André Valmy (Eddie Byrne)
- Bernard Dheran (Noel Willman)
- Claude Peran (Lloyd Nolan)
- Fernand Rauzena (James Hayter)
- Helene Tossy (Sheila Manahan)
- Hubert Noel (John Stratton)
- Jacques Berlioz (Moultrie Kelsann)
- Jean Clarieux (Danny Green)
- Jean Daurand (Gordon Jackson)
- Jean Violette
- Marc Cassot (Tyrone Power)
- Michel Francois (Colin Broadly)
- Raymond Destac (Orlando Martins)
- Raymond Rognoni (Finlay Currie)
- Richard Francoeur (Austin Trevor)
- Roland Menard (Stephen Boyd)
- Sylvie Deniau (Moira	 Lister)
- Yves Brainville (Clive Morton)